# Anna Hedwig Büll

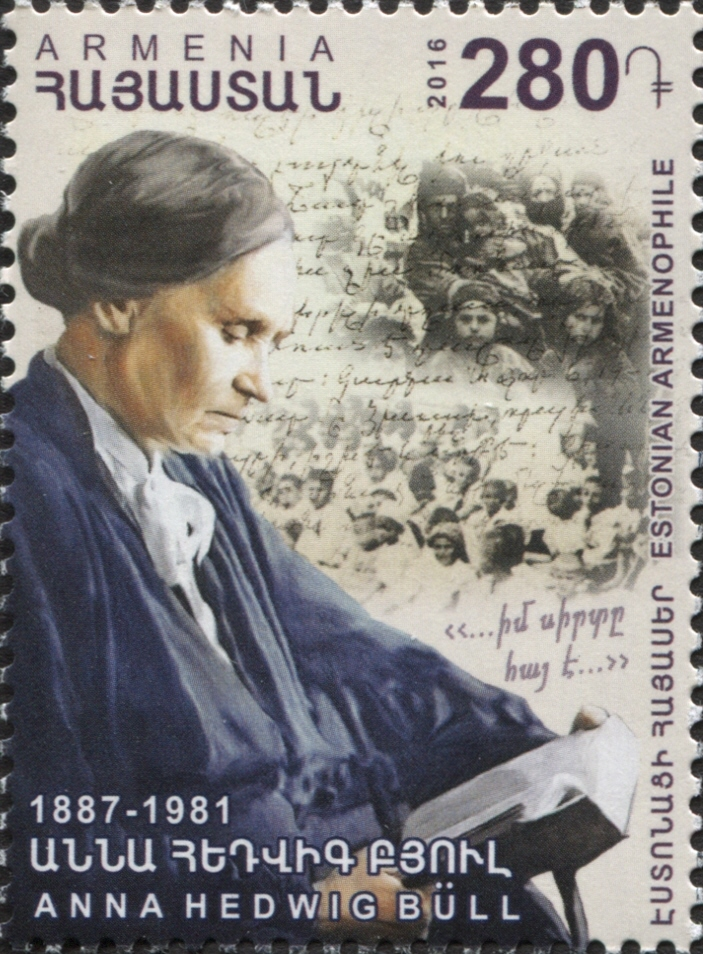
Anna Hedvig Büll sur un timbre d'Arménie de 2016

Anna Hedvig Büll (née Anna Hedwig Bühl, 4 février 1887 - 3 octobre 1981) est une missionnaire allemande balte d'Estonie, qui aide à sauver la vie de plusieurs milliers d'orphelins arméniens pendant le génocide arménien.

## Biographie
Hedvig Büll naît dans une famille luthérienne en 1887 à Haapsalu, en Gouvernement d'Estonie (Empire russe), où son père possède une station balnéaire. Elle est la sixième de huit frères et sœurs. Büll fréquente une école publique en Estonie jusqu'à l'âge de 15 ans. Puis elle est envoyée pour poursuivre ses études à Saint-Pétersbourg, où elle fréquente pendant trois ans une école protestante allemande. Alors qu'elle rend visite à sa famille à Haapsalu en 1903, elle s'inspire d'une conférence donnée par un évangéliste bien connu, Johann Kargel, et décide de consacrer sa vie à la mission humanitaire.
Après avoir obtenu son baccalauréat en 1903, Büll passe quelque temps à la Mission House Malche à Bad Freienwalde (Oder), où elle apprend le sort des Arméniens dans l'Empire ottoman. Motivée par son désir de travailler parmi le peuple arménien, elle poursuit ses études dans une école évangélique. Bientôt, elle est invitée à travailler dans une mission arménienne à Maraş. Cependant, en raison de sa jeunesse, elle est d'abord envoyée travailler avec des femmes et des enfants dans des villages allemands, puis pendant quelques mois avec les pauvres de Saint-Pétersbourg. 
En 1909, Büll tente à nouveau d'aller travailler avec des Arméniens. Cependant, cette fois, son voyage est suspendu par le massacre d'Adana en Cilicie. Au lieu de cela, Büll assiste pendant deux ans à un séminaire pour enseignants missionnaires. Après avoir terminé ses études, Büll peut finalement se rendre en Cilicie, où elle travaille comme enseignante dans un orphelinat arménien à Maraş entre 1911 et 1916. En 1915, Büll est une témoin privilégiée du génocide arménien en Cilicie et contribue à sauver la vie d'environ 2 000 enfants et femmes arméniens lorsque Maraş est transformée en "Ville des orphelins",. Büll est rappelée de Maraş en 1916. 
En 1921, après un long séjour en Autriche pour s'occuper d'une tante malade, Büll retourne en Estonie pour s'occuper des affaires domestiques et revendiquer la citoyenneté du pays nouvellement indépendant. Plus tard en 1921, Büll est envoyée par l'Action chrétienne en Orient nouvellement fondée à Alep, en Syrie, où elle établit un camp de réfugiés pour les survivants du génocide arménien. Elle organise également une aide médicale aux pestiférés et la construction de deux hôpitaux. Büll organise la création d'ateliers de tissage, de jardins, d'une école de langue arménienne et d'autres entreprises pour améliorer la vie des réfugiés.
En 1951, alors que la plupart des réfugiés sous sa garde sont rapatriés en RSS d'Arménie, Hedvig Büll se voit refuser un visa par les autorités soviétiques. Elle se voit également vu refuser l'autorisation de retourner dans son Estonie natale qui est entre-temps occupée par l'Union soviétique. Devenue elle-même réfugiée, Büll déménage en Europe et poursuit son travail caritatif en France, en Suisse et en Allemagne, où elle vit le reste de sa vie sans jamais renoncer à sa citoyenneté estonienne.

## Mort et héritage
Anna Hedvig Büll est décédée dans une maison de retraite pour missionnaires le 3 octobre 1981, près de Heidelberg, en Allemagne, après avoir passé plus de 40 ans de sa vie à améliorer la vie des réfugiés arméniens. Le 29 avril 1989, une plaque commémorative lui est dédiée par la Société culturelle arméno-estonienne sur sa maison natale à Haapsalu, rue Kooli 5. Sa mémoire est également préservée par un monument en Arménie et au Musée du génocide arménien à Erevan. Parmi les réfugiés qu'elle a aidé à sauver et en Arménie, elle est parfois appelée la Mère des Arméniens.
La vie d'Anna Hedvig Büll et de quatre autres femmes humanistes européennes, témoins du génocide arménien, est racontée dans le film de 2015 Map of Salvation.